# Zahnärztekammer Mecklenburg-Vorpommern
Die Zahnärztekammer Mecklenburg-Vorpommern, mit Sitz in der Landeshauptstadt Schwerin, ist die selbst verwaltete Berufsvertretung von derzeit rund 2000 Zahnärzten in Mecklenburg-Vorpommern. Ihre Interessen werden über die Mitgliedschaft bei der Bundeszahnärztekammer auch auf Bundes- und europäischer Ebene vertreten.
Die Zahnärztekammer untersteht der Rechtsaufsicht des Ministeriums für Wirtschaft, Arbeit und Gesundheit des Landes Mecklenburg-Vorpommern. Ihr gehören alle Zahnärzte an, die in Mecklenburg-Vorpommern ihren Beruf ausüben, oder, falls sie ihren Beruf nicht ausüben, dort ihre Hauptwohnung haben. Die rechtliche Grundlage bildet das Heilberufsgesetz des Landes Mecklenburg-Vorpommern.

## Geschichte
Am 17. März 1990 gründeten etwa 500 Delegierte in Leipzig den Unabhängigen Deutschen Zahnärzteverband der DDR (UDZ). Ziel war es, mit der politischen Wende im Osten Deutschlands ein freiheitlich demokratisches Gesundheitswesen auch im zahnärztlichen Bereich aufzubauen. Die Zahnärztekammer Mecklenburg-Vorpommern wurde am 28. April 1990 als Körperschaft des öffentlichen Rechts gegründet. Nach Inkrafttreten des Gesetzes über die Berufsvertretungen und die Berufsausübung der Ärzte, Zahnärzte, Tierärzte und Apotheker vom 13. Juli 1990 wird die Zahnärztekammer Mecklenburg-Vorpommern als Körperschaft des öffentlichen Rechts in der noch existierenden DDR anerkannt und mit den entsprechenden Aufgaben betraut. 1990 waren in der DDR insgesamt 12 527 Zahnärzte behandelnd tätig, davon 455 in freier Praxis. In den drei Nordbezirken Rostock, Schwerin und Neubrandenburg arbeiteten 1529 Zahnärzte, davon 59 Prozent Zahnärztinnen. Ein berufsständische Versorgungswerk wurde 1991 nach einer Urabstimmung errichtet. 1991 wurde die ständige Koordinierungskonferenz der Zahnärztekammern der fünf neuen Bundesländer und Berlin ins Leben gerufen. Vom 16. – 18. Oktober 1992 fand der 1. Zahnärztetag gemeinsam mit der 42. Jahrestagung der Mecklenburg-Vorpommerschen Gesellschaft für Zahn-, Mund- und Kieferheilkunde an der  Ernst-Moritz-Arndt-Universität Greifswald und Universität Rostock in der ehemaligen Bezirksparteischule auf dem Großen Dreesch in Schwerin statt.

## Struktur
Die Delegiertenversammlung der Zahnärztekammer besteht aus 44 Delegierten, welche die beiden Präsidenten und weitere fünf Vorstandsmitglieder wählt. Im Land Mecklenburg-Vorpommern gibt es 19 Kreisstellen der Zahnärztekammer. Geleitet werden sie von Vorständen, die durch ihre Mitglieder gewählt werden. Ihre Aufgaben ergeben sich aus der Satzung der Kammer. Die Kreisstellenvorstände sind das Bindeglied zwischen der Zahnärztekammer und den Zahnärzten.

## Bisherige Präsidenten
| Amtszeit    | Präsident           | Vizepräsident    |
| ----------- | ------------------- | ---------------- |
| 1991 – 1995 | Dietmar Oesterreich | Peter Steinhöfel |
| 1995 – 1999 | Dietmar Oesterreich | Harald Möhler    |
| 1999 – 2017 | Dietmar Oesterreich | Andreas Wegener  |
| seit 2017   | Dietmar Oesterreich | Jens Palluch     |
| seit 2021   | Stefanie Tiede      | Peter Bührens    |

## Publikationen
Nachdem in den Jahren 1990 und 1991 durch die Geschäftsstelle der Zahnärztekammer ein Mitteilungsblatt auf dem Kopierweg hergestellt wurde, erschien im Januar 1992 die erste Ausgabe der Fachzeitschrift dens. Ab August 1992 erfolgt die Herausgabe des Mitteilungsblattes gemeinsam mit der Kassenzahnärztlichen Vereinigung Mecklenburg-Vorpommern.
Die Publikation assisdens ist ein Informationsblatt der Zahnärztekammer Mecklenburg-Vorpommern für Zahnarzthelfer/-innen und Zahnmedizinische Fachangestellte. Sie erscheint ein Mal pro Jahr, in der Regel im Monat November oder Dezember.
Die Zeitschrift ZahnRat ist ein gemeinsam von den Zahnärztekammern Brandenburg, Mecklenburg-Vorpommern, Sachsen, Sachsen-Anhalt und Thüringen herausgegebene Patientenzeitschrift, die quartalsweise erscheint.

## Aufgaben
Die Landeszahnärztekammer ist einerseits Interessenvertretung und andererseits mit hoheitlichen Aufgaben betraut. Hierzu gehört die Überwachung der Einhaltung der Berufsordnung durch die Zahnärzte, die Ausgabe von Heilberufsausweisen, den zuständigen Behörden gegenüber zu Gesetz- und Verordnungsentwürfen Stellung zu nehmen, Fachgutachten zu erstatten oder Sachverständige zur Erstattung von Fachgutachten zu benennen oder eine hohe Qualität der Berufsausübung zu fördern. Die Zahnärztekammer arbeitet mit der Bundeszahnärztekammer zusammen und unterstützt sie bei ihren Aufgaben.

### Fortbildung
Die Zahnärztekammer Mecklenburg-Vorpommern richtet in der Regel jährlich einen Zahnärztetag aus, an dem Fortbildungen für Zahnärzte und zahnmedizinische Fachangestellte angeboten werden. Daneben findet jährlich ein Fortbildungstag statt. Ganzjährig bietet die Zahnärztekammer Fortbildungsveranstaltungen zu vielen Fachthemen an. Mit der Verleihung eines Fortbildungssiegels werden besondere Leistungen in der persönlichen Fortbildung durch die Kammer anerkannt.

### Jugendzahnpflege
Die Landesarbeitsgemeinschaft zur Förderung der Jugendzahnpflege in Mecklenburg-Vorpommern e. V. (LAJ) organisiert und finanziert die zahnmedizinische Gruppenprophylaxe. Zielgruppen sind Kinder und Jugendliche bis zum Alter von 18 Jahren in Kindertagesstätten und -heimen, Behinderteneinrichtungen und Schulen. Die LAJ wird von der Zahnärztekammer Mecklenburg-Vorpommern, der Kassenzahnärztlichen Vereinigung Mecklenburg-Vorpommern, dem Land Mecklenburg-Vorpommern, vertreten durch das Ministerium für Soziales und Gesundheit, dem Städte- und Gemeindetag Mecklenburg-Vorpommern, dem Landkreistag Mecklenburg-Vorpommern und allen Krankenkassen unterhalten. Die LAJ gibt jährlich einen Zahnpflegekalender heraus.

### Notfalldienst
Die Zahnärzte Mecklenburg-Vorpommerns bieten in den sprechstundenfreien Zeiten einen zahnärztlichen Notfalldienst an. Dieser Notfalldienst wird über die Kreisstellen der Zahnärztekammer Mecklenburg-Vorpommern organisiert. Während der sogenannten Sprechzeiten ist die notfalldienstleistende Zahnarztpraxis besetzt. Außerhalb dieser Sprechzeiten ist der diensthabende Zahnarzt telefonisch erreichbar.